# Solanum melanospermum
Solanum melanospermum är en potatisväxtart som beskrevs av Ferdinand von Mueller. Solanum melanospermum ingår i släktet skattor som ingår i familjen potatisväxter. Inga underarter finns listade i Catalogue of Life.